# Ludwik Yakichi
Ludwik Yakichi (zm. 2 października 1622 w Nagasaki w Japonii) – błogosławiony Kościoła katolickiego, męczennik, ofiara prześladowań antykatolickich w Japonii.

## Życiorys
W Japonii w okresie Edo (XVII w.) doszło do prześladowań chrześcijan. W 1620 r. do Japonii udali się misjonarze katoliccy Ludwik Flores i Piotr de Zúñiga, jednak jeszcze przed przybyciem do tego kraju zostali uwięzieni na statku. Ludwik Yakichi był przywódcą grupy chrześcijan zorganizowanej przez Jakuba Collado w celu uwolnienia zakonników. Plan się jednak nie powiódł i niedoszli wybawcy również zostali uwięzieni. Poddano ich torturom w celu uzyskania informacji o misjonarzach i innych Hiszpanach biorących udział w próbie odbicia więźniów.
Ludwik Yakichi został stracony w Nagasaki 2 października 1622 razem z żoną Łucją i synami: 8-letnim Andrzejem i 5-letnim Franciszkiem. Przed śmiercią zmuszono go do bycia świadkiem egzekucji jego żony i dzieci, jego przyjaciela Antoniego Hamanomachi z żoną i dwójką dzieci oraz Tomasza, Mancjusza i Kosmy Sakuzo.
Został beatyfikowany z żoną i synami w grupie 205 męczenników japońskich przez Piusa IX w dniu 7 lipca 1867 (dokument datowany jest 7 maja 1867).
Dniem jego wspomnienia jest 10 września (w grupie 205 męczenników japońskich).